# On a Modern Genius, Vol. 1
On a Modern Genius, Vol. 1 ist ein Jazzalbum von Xhosa Cole. Die am 7. März 2023 im Veranstaltungsort 1000 Trades in Birmingham entstandenen Aufnahmen erschienen am 10. Januar 2025 auf Stoney Lane Records.

## Hintergrund
Der Saxophonist Xhosa Cole hatte auf seinem Debütalbum Know Them Know Us aus dem Jahr 2022 Stücke aufgenommen, mit denen er Vorgängern von Tadd Dameron, Woody Shaw bis Ornette Coleman und Lee Morgan Tribut zollte. Dazu gehörte auch Thelonious Monks Komposition „Played Twice“. Für seine dritte Veröffentlichung On a Modern Genius, Vol. 1 stellte er ein Programm zusammen, das fast ausschließlich aus Monk-Kompositionen besteht und das er 2023 mitten auf der Tour in seinem Heimatrevier um Birmingham live aufgenommen hat.
Coles Auswahl basiert hauptsächlich auf den meistgespielten Monk-Titeln (wie „’Round Midnight“, „Rhythm-a-ning“ und „Straight No Chaser“), abgesehen von dem notorisch schwierigen „Brilliant Corners“ (vom gleichnamigen Album). Die hier vorliegenden Kompositionen wurden von Monk zum ersten Mal in den frühen 1950er-Jahren aufgenommen (wie etwa „Criss Cross“, „Let’s Cool One“ und „Trinkle, Tinkle“), mit einem einzigen Titel aus dem Jahr 1961 („Bright Mississippi“). In seiner Band spielten Steve Saunders an der Gitarre, Josh Vadiveloo am Bass und Nathan England Jones am Schlagzeug. Hinzu kamen der Stepptänzer Liberty Styles in „Trinkle, Tinkle“ und „Rhythm-a-ning“, außerdem Heidi Vogel als Gastvokalistin in Duke Ellingtons „Come Sunday“.
Die Musiker, einschließlich Cole, entstammen der Musikszene Birminghams; Schlagzeuger Nathan England Jones schloss sein Studium am Birmingham Conservatoire ab. Die Interessen von Steve Saunders beschränken sich nicht nur auf das Gitarrenspiel; er komponiert und arbeitet an der Schnittstelle zwischen Jazz und klassischer Musik und vereint dabei die Techniken zeitgenössischer Komponisten. Er arbeitet auch mit dem Saxophonisten Paul Dunmall zusammen. Josh Vadiveloo (Bass) verbindet ghanaisches Highlife mit Jazz.
Der Albumtitel spielt möglicherweise an auf Genius of Modern Music (Vol. 1 & Vol 2), der Titel von zwei erstmals 1956 erschienenen Jazzalben Monks mit Aufnahmen von 1947 bis 1952 für Blue Note Records.

## Titelliste
- Xhosa Cole: On a Modern Genius, Vol. 1 (Stoney Lane Records SLR2004)[3]

1. Trinkle, Tinkle 8:33
2. Rhythm-a-ning 11:36
3. Misterioso 16:39
4. Criss Cross/'Round Midnight/Brilliant Corners 9:28
5. Let's Cool One 11:27
6. Bright Mississippi 9:31
7. Come Sunday (Duke Ellington) 8:35

Wenn nicht anders vermerkt, stammen die Kompositionen von Thelonious Monk.

## Rezeption
Es ist eine zufriedenstellende Aufführung voller gemeinsamer Freude an der Improvisation, die Monk bei entsprechend talentierten Interpreten so zuverlässig auszulösen scheint, schrieb Jon Turney (UK Jazz News).In einem ständig überfüllten Feld [der Interpretationen von Jazzstandards] sei dies das beste Beispiel, das man sich vorstellen kann, wie diese alten Melodien eine so starke Faszination für moderne Musiker und Zuhörer ausübe. Doch während die riesigen Mengen an Riff-Melodien aus dieser Zeit mittlerweile ziemlich altbacken klingen, seien Monks ironische, sogar sardonische Linien und hinterlistig eindringliche Rhythmen immer noch frisch, jedes einzelne ein kleines konzentriertes „Nugget musikalischer Intelligenz“, das der [jeweilige] Spieler entfalten muss.
Die Auftritte an diesem Abend in Birmingham würden von Coles Gewandtheit profitieren, einer Komposition treu zu bleiben – wenn sie einen so starken Charakter haben, sei es in der Tat gefährlich, dies zu versäumen –, während er sich das Recht vorbehält, hin und wieder in seine eigenen Abstraktionen zu verfallen, so Turney weiter. Das [besondere] Geheimnis dieser Monk-Hommage sei jedoch der brillante Stepptanz von Liberty Styles.
Nach Ansicht von Jack Kenny, der das Album in All About Jazz rezensierte, habe sich Cole mit aufregenden Musikern umgeben, mit Spielern, die ihre eigenen Anliegen und weitreichenden Visionen hätten, deren Ambitionen lose mit Jazz und aufregender neuer Musik verbunden sind. Dieses Album sei ein Beweis für die Vitalität der jungen Jazzszene. Cole und seine Band würden Monks Musik mit frischer Energie neu interpretieren, die Grenzen des Jazz sprengen und gleichzeitig sein reiches Erbe würdigen.